# Francisco Rizi
Francisco Rizi (ur. w 1614 w Madrycie, zm. w 1685 w Escorialu) – hiszpański malarz okresu baroku.
Był synem Antonia Ricciego, włoskiego artysty działającego w Hiszpanii. Urodził się i wychował w Madrycie. Był uczniem Vicente Carducha. Za panowania Filipa IV otrzymał tytuł malarza królewskiego. Malował obrazy religijne (m.in. dla klasztoru Paciencia de Cristo w Madrycie) oraz portrety. Pracował w teatrze w Pałacu Buen Retiro, gdzie odpowiadał za maszynerię techniczną i projektował dekoracje. Duże walory dokumentacyjne ma jego wielkoformatowe płótno o niezwykłej dynamice kompozycyjnej – Auto-da-fé na Placu Mayor w Madrycie (1683).
Malarzem był również jego brat Fray Juan Andrés Rizi (1600–1681), benedyktyn, autor Traktatu o mądrym malarstwie. 

## Wybrane dzieła
- Auto-da-fé na Placu Mayor w Madrycie – 1683, 277×438 cm, Prado, Madryt
- Chrystus z szat obnażony – 1651, Prado, Madryt
- Madonna z Dzieciątkiem i świętymi Filipem i Franciszkiem – 1665, Capuchinos, El Pardo
- Niepokalane Poczęcie – ok. 1651, 289×174 cm, Prado, Madryt
- Ofiarowanie w świątyni – ok. 1650, 206×291 cm, Prado, Madryt
- Pokłon Trzech Króli – ok. 1650, 54×57 cm, Prado, Madryt
- Portret generała artylerii – ok. 1660, 202×135 cm, Prado, Madryt
- Profanacja krzyża – 1647–1651, 207×230 cm, Prado, Madryt
- Św. Agata – ok. 1680, 184×108 cm, Prado, Madryt
- Św. Andrzej – 1646, 247×137cm, Prado, Madryt
- Zwiastowanie – ok. 1665, 112×96 cm, Prado, Madryt